# Lista de sistemas ferroviários urbanos no Brasil

Mapa de localização dos sistemas ferroviários urbanos brasileiros

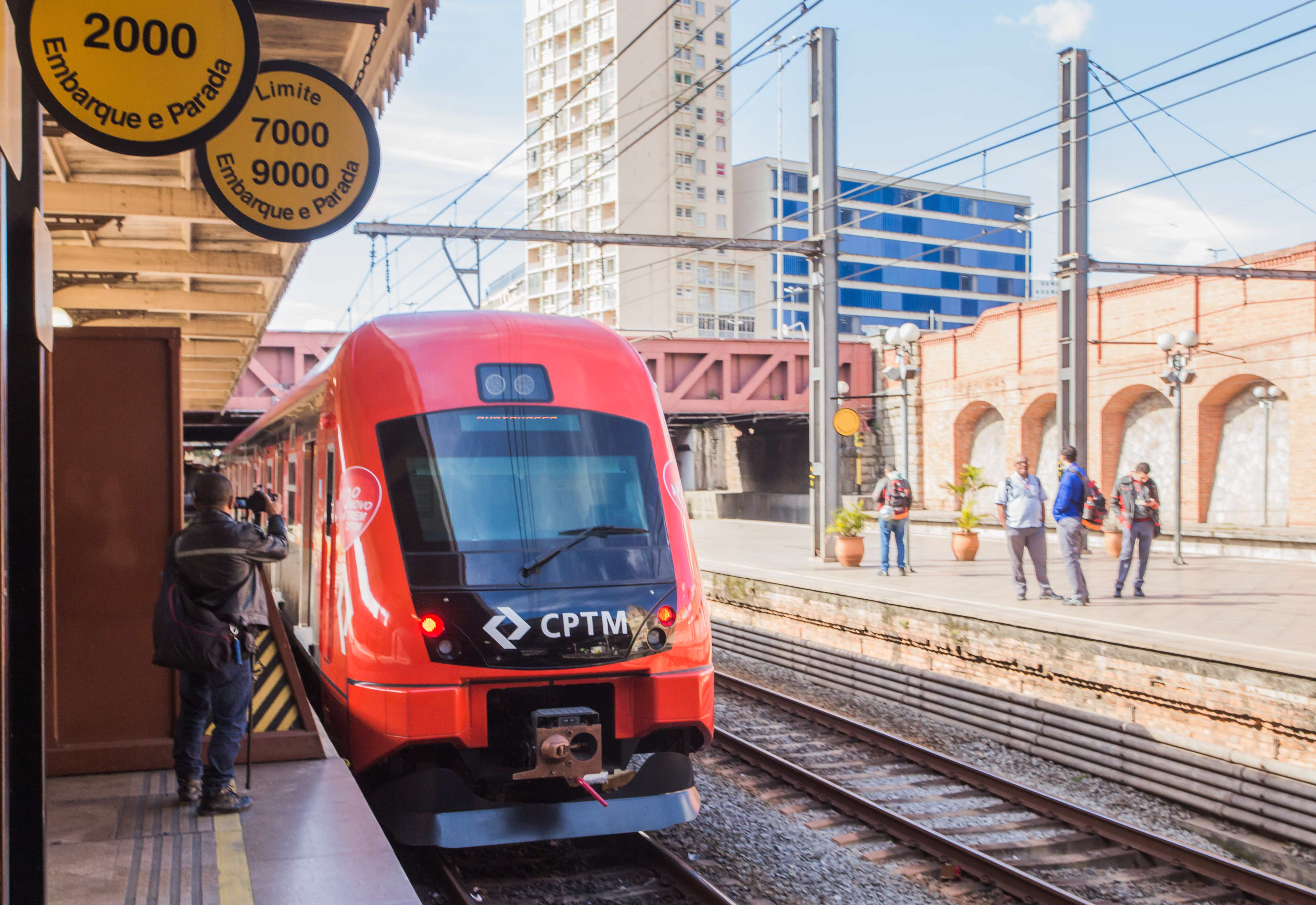
CPTM (trens metropolitanos de São Paulo)

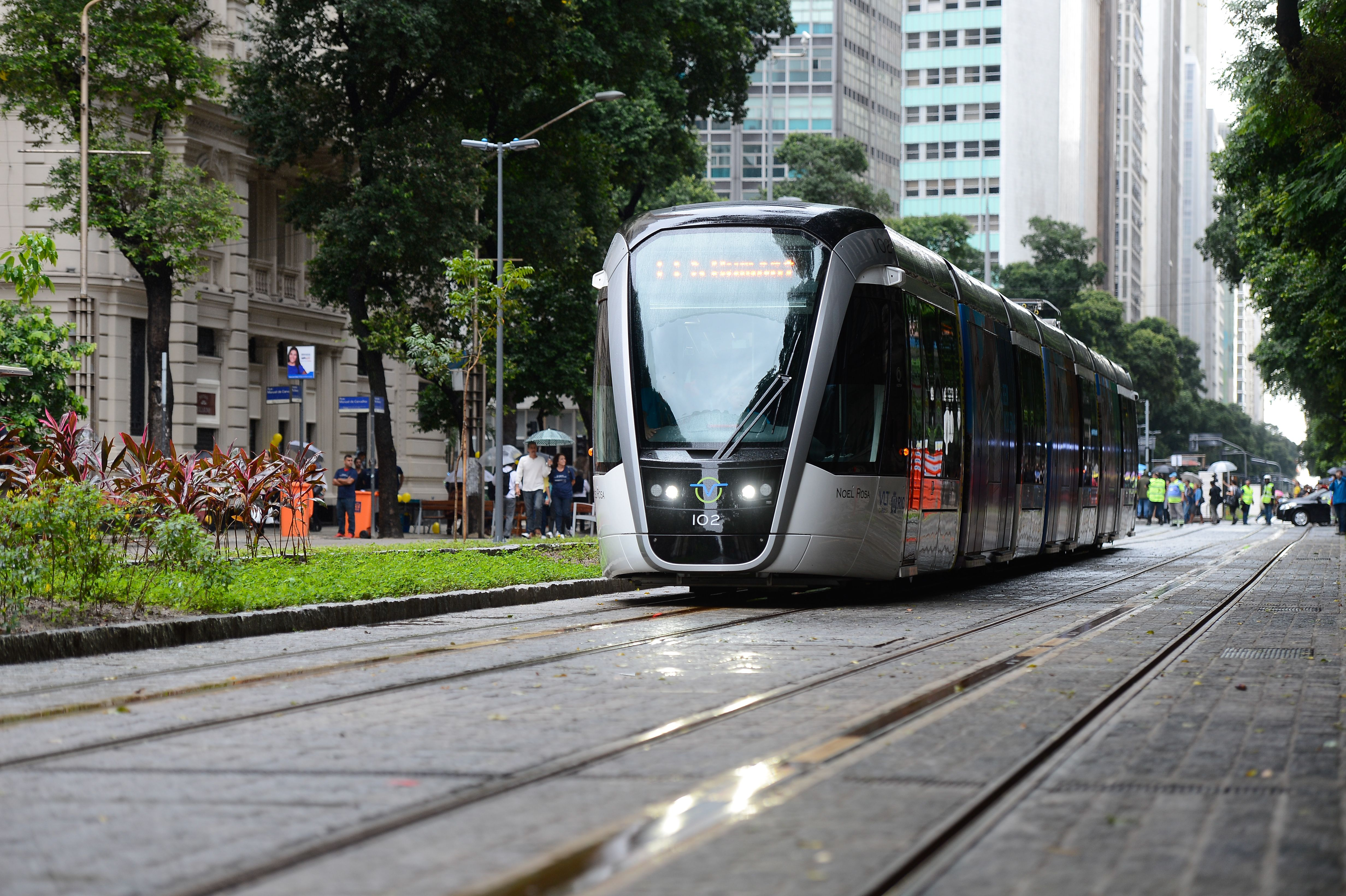
VLT Carioca (Rio de Janeiro)

Esta lista de sistemas ferroviários urbanos no Brasil contempla todos os sistemas ferroviários do transporte urbano em atividade no país. Logo, não estão presentes estações, linhas e sistemas extintos, ou mesmo em fase de construção ou de estudo — como o VLT de Cuiabá e o VLT do Subúrbio de Salvador (que substituirá o desativado Sistema de Trens do Subúrbio da capital baiana). Os dezenove sistemas brasileiros apresentam tipologia bem variada: incluem metrôs (metropolitanos), veículos leves sobre trilhos (VLT), aeromóvel, trens suburbanos e monotrilho. Como esses modais são por vezes bem semelhantes em suas características e, por consequência, comumente confundidos, encontram-se todos aqui reunidos como parte do transporte público no Brasil do tipo ferroviário.
A rede brasileira de transporte de passageiros sobre trilhos atingiu a marca de mil quilômetros em 2014 e totalizou 1 116,5 quilômetros de malha ferroviária e 3,9 bilhões de passageiros transportados no ano de 2019. Esses mesmos quesitos em 2013 eram 972,5 quilômetros e 2,7 bilhões de passageiros. Já para o ano de 2018, a Associação Nacional dos Transportadores de Passageiros sobre Trilhos (ANTPTrilhos) contabilizou: 10,9 milhões de passageiros diários (sendo 51% homens e 49% mulheres), 48 linhas, 613 estações, 5 444 carros de passageiros operacionais (sendo 97,8% deles equipados com condicionamento de ar), 1 850 gigawatts-hora consumidos de energia. Além disso, os sistemas ferroviários urbanos estavam presentes no Distrito Federal e em onze estados brasileiros (Alagoas, Bahia, Ceará, Minas Gerais, Paraíba, Pernambuco, Piauí, Rio de Janeiro, Rio Grande do Norte, Rio Grande do Sul, São Paulo), sendo que a menor porcentagem da malha ferroviária está no Piauí (1,2%) e a maior em São Paulo (33,8%).

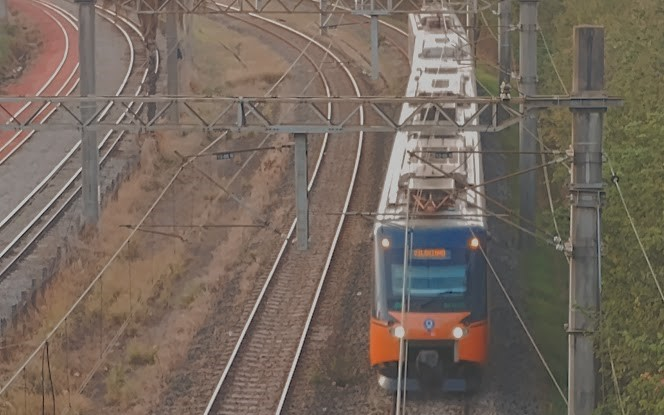
Metrô de Belo Horizonte

A despeito de ser um serviço público e com caráter social, o transporte de passageiros sobre trilhos teve início no Brasil como empreendimentos particulares, com os trechos suburbanos e as viagens de longa distância das linhas ferroviárias de carga e com os bondes. Contudo, a partir da segunda metade do século XX os serviços, em sua maioria, foram incorporados ao domínio estatal, primeiro com a Rede Ferroviária Federal (RFFSA) e depois com a Companhia Brasileira de Trens Urbanos (CBTU). Isso porque o setor ferroviário privado de carga enfrentou dificuldades financeiras ao longo da primeira metade do século XX e, entre as décadas de 1940 e 1960, as linhas de bonde foram substituídas pelos itinerários mais capilarizados dos ônibus urbanos e pela nascente produção industrial automobilística. Já da década de 1990 em diante, o Plano Nacional de Desestatização e o Programa de Estadualização dos Sistemas de Transportes Urbanos de Passageiros Sobre Trilhos direcionaram recursos do orçamento público à transferência da gestão para os governos estaduais/distrital e municipais e. posteriormente, a concessão pública dos serviços à empresas privadas (operação e/ou construção). Na vigência de tais instrumentos governamentais, foram transferidos e/ou concedidos o metrô da capital fluminense (1997) e os trens urbanos fluminenses (1998), os trens urbanos e o metrô da capital baiana (1999), linhas do metrô da capital paulista e de trens metropolitanos da Grande SP (A partir de 2004), o metrô da capital mineira (2022) e sistemas cearenses (1999). E a fim da realização da Copa do Mundo FIFA de 2014 em cidades brasileiras, vários projetos de sistemas de transporte (inclusive sobre trilhos) foram lançados e/ou agilizados.

## Sistemas em atividade
A tabela abaixo apresenta o quadro de principais informações sobre os sistemas ferroviários urbanos em operação no país. Estão presentes informações sobre quantidade de linhas e estações, tamanho da malha ferroviária e da bitola dos trilhos dos sistemas, identificação do operador do sistema, do maior (mais populoso) município servido pelo sistema, do estado de localização do sistema, da fonte energética que alimenta o sistema, do ano de abertura, e a distância média entre as estações. A tabela é ordenável sob o critério da cada coluna, mas de início está listada de acordo com o ano de abertura, a começar pelos mais antigos.
| Sistema                                 | Estado              | Maior município servido | Abertura | Extensão (km) | Energia           | Bitola (mm) | Estações | Linhas | Operadores                   |
| --------------------------------------- | ------------------- | ----------------------- | -------- | ------------- | ----------------- | ----------- | -------- | ------ | ---------------------------- |
| Trens Urbanos do Rio de Janeiro         | Rio de Janeiro      | Rio de Janeiro          | 1866     | 270,0         | Elétrico e diesel |             | 104      | 8      | SuperVia                     |
| Trem Metropolitano de São Paulo         | São Paulo           | São Paulo               | 1934     | 273,0         | Elétrico          | 1 600       | 94       | 7      | CPTM ViaMobilidade           |
| Estrada de Ferro Campos do Jordão       | São Paulo           | Pindamonhangaba         | 1914     | 47,0          | Elétrico          | 1 000       | 30       | 1      | EFCJ                         |
| Metrô de São Paulo                      | São Paulo           | São Paulo               | 1974     | 104,4         | Elétrico          | variadas    | 91       | 6      | CMSP ViaQuatro ViaMobilidade |
| Metrô do Rio de Janeiro                 | Rio de Janeiro      | Rio de Janeiro          | 1979     | 58,0          | Elétrico          | 1 600       | 41       | 3      | MetrôRio                     |
| Sistema de Trens Urbanos de Natal       | Rio Grande do Norte | Natal                   | 1984     | 56,2          | Diesel            | 1 000       | 23       | 2      | CBTU                         |
| Sistema de Trens Urbanos de João Pessoa | Paraíba             | João Pessoa             | 1984     | 30,0          | Diesel            | 1 000       | 13       | 1      | CBTU                         |
| Sistema de Trens Urbanos de Maceió      | Alagoas             | Maceió                  | 1984     | 32,1          | Diesel            | 1 000       | 15       | 1      | CBTU                         |
| Metrô do Recife                         | Pernambuco          | Recife                  | 1985     | 37,8          | Elétrico          | 1 600       | 29       | 2      | CBTU                         |
| Metrô de Porto Alegre                   | Rio Grande do Sul   | Porto Alegre            | 1985     | 44,6          | Elétrico          | 1 600       | 22       | 1      | Trensurb                     |
| Metrô de Belo Horizonte                 | Minas Gerais        | Belo Horizonte          | 1986     | 28,1          | Elétrico          | 1 600       | 19       | 1      | Metrô BH                     |
| Metrô de Teresina                       | Piauí               | Teresina                | 1989     | 13,5          | Diesel            |             | 9        | 1      | CFLP                         |
| Metrô do Distrito Federal               | Distrito Federal    | Distrito Federal        | 2001     | 42,38         | Elétrico          | 1 600       | 27       | 2      | METRÔ-DF                     |
| VLT do Cariri                           | Ceará               | Juazeiro do Norte       | 2009     | 13,6          | Diesel            | 1 000       | 9        | 1      | Metrofor                     |
| Metrô de Fortaleza                      | Ceará               | Fortaleza               | 2012     | 56,8          | Elétrico e diesel |             | 37       | 3      | Metrofor                     |
| VLT do Recife                           | Pernambuco          | Recife                  | 2012     | 31            | Diesel            | 1 000       | 8        | 1      | CBTU                         |
| Metrô de Salvador                       | Bahia               | Salvador                | 2014     | 38,0          | Elétrico          | 1 435       | 22       | 2      | Metrô Bahia                  |
| VLT de Sobral                           | Ceará               | Sobral                  | 2014     | 13,9          | Diesel            |             | 12       | 2      | Metrofor                     |
| VLT do Rio de Janeiro                   | Rio de Janeiro      | Rio de Janeiro          | 2016     | 14,0          | Elétrico          |             | 30       | 4      | VLT Carioca                  |
| VLT da Baixada Santista                 | São Paulo           | Santos                  | 2016     | 11,5          | Elétrico          | 1 435       | 15       | 1      | Consórcio BR Mobilidade      |

### Movimentação de passageiros
De acordo com a Associação Nacional de Transportes Públicos, os sistemas de transporte metroferroviários são divididos em três categorias conforme o número de passageiros transportados anualmente:
- Grande porte (acima de 100 milhões de passageiros/ano);
- Médio porte (entre 10 e 100 milhões de passageiros/ano)
- Pequeno porte (até 10 milhões de passageiros/ano)

A tabela abaixo relaciona os sistemas ferroviários urbanos com base na classificação acima, ordenados portanto com base no volume total de passageiros transportados por ano, reportados pelas operadoras e agências reguladoras dos serviços.

#### Grande porte

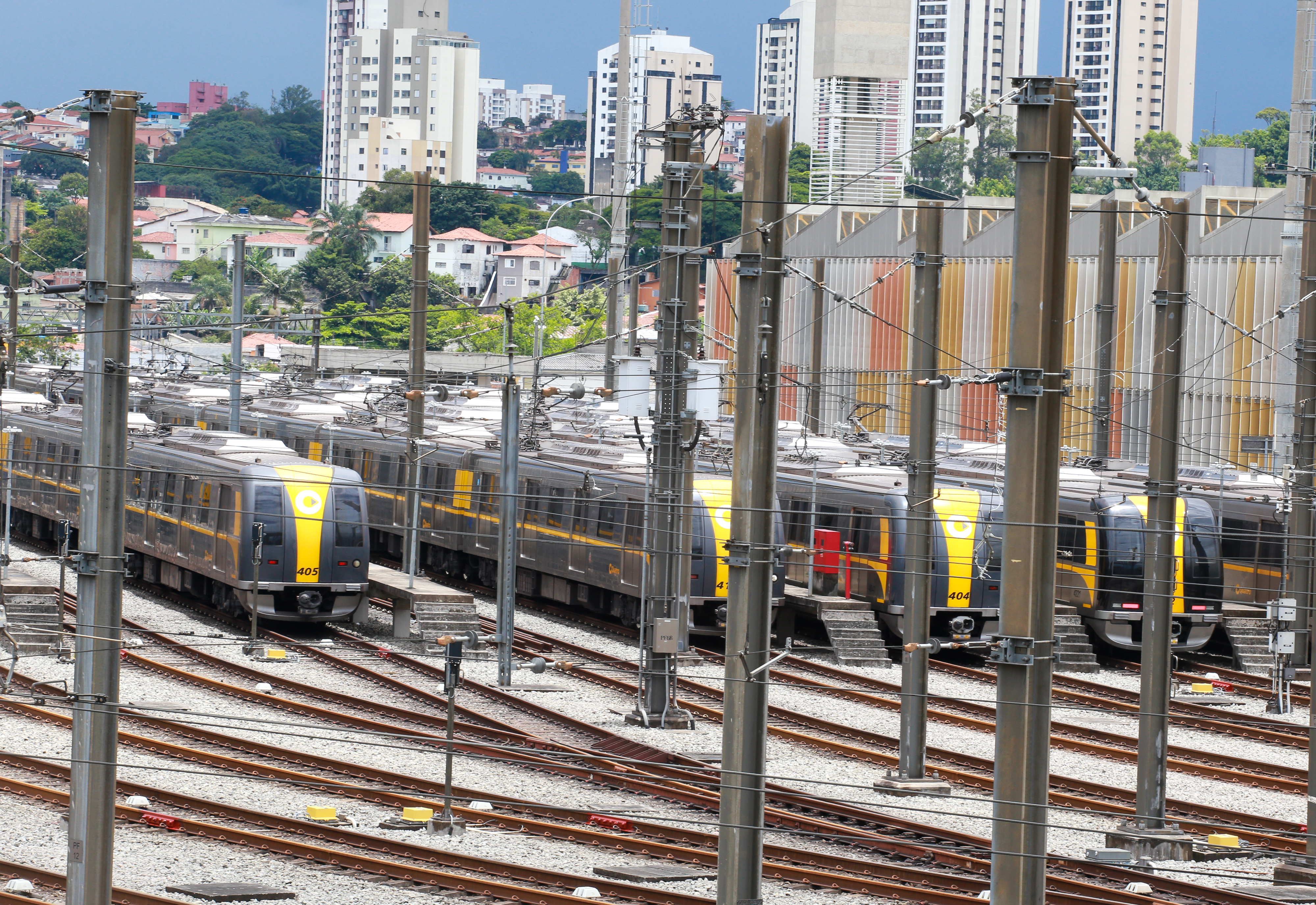
Pátio da Linha 4 do Metrô de São Paulo, sistema de grande porte

| Sistema                         | Passageiros/dia (2023) | Passageiros/ano (2023) |
| ------------------------------- | ---------------------- | ---------------------- |
| Metrô de São Paulo              | 4 008 000              | 1 189 615 850          |
| Trem Metropolitano de São Paulo | 2 343 000              | 644 347 786            |
| Metrô do Rio de Janeiro         | 660 000                | 188 983 036            |
| Metrô de Salvador               | 350 000                | 101 684 054            |

#### Médio porte

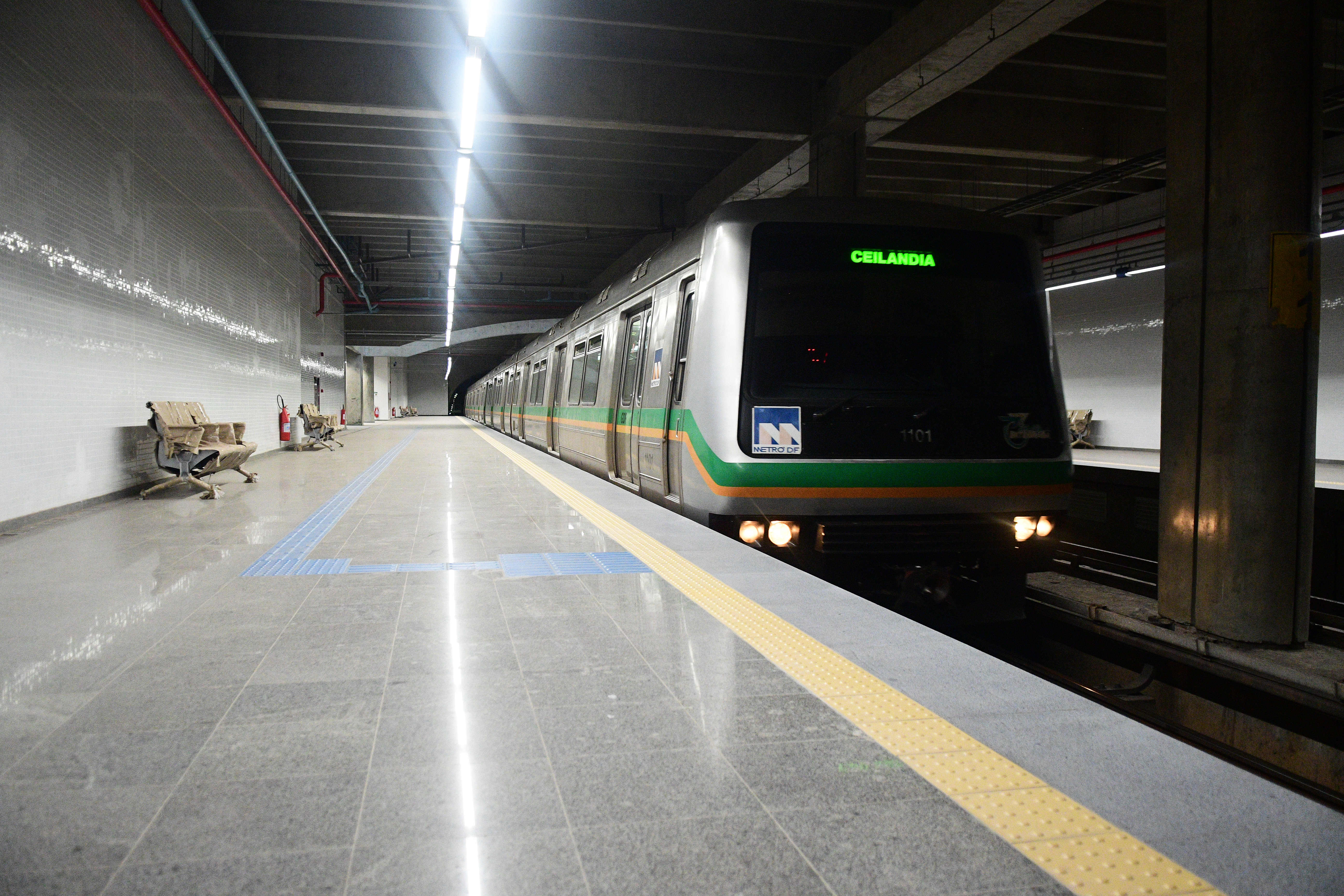
Trem-unidade elétrico estacionado em plataforma do Metrô do Distrito Federal, sistema de médio porte

| Sistema                              | Passageiros/dia (2023) | Passageiros/ano (2023) |
| ------------------------------------ | ---------------------- | ---------------------- |
| Trem Metropolitano do Rio de Janeiro | 312 308                | 86 640 649             |
| Metrô do Recife                      | 168 400                | 47 503 000             |
| Metrô do Distrito Federal            | 108 663                | 42 000 000             |
| Metrô de Porto Alegre                | 109 813                | 32 234 147             |
| Metrô de Belo Horizonte              | 89 000                 | 21 585 704             |
| VLT do Rio de Janeiro                | 80 000                 | 20 364 055             |
| Metrô de Fortaleza                   | 52 785                 | 15 164 271             |

#### Pequeno porte

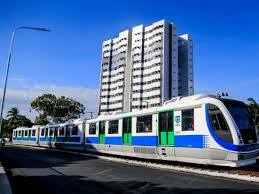
VLT em operação no Sistema de Trens Urbanos de Maceió, de pequeno porte

| Sistema                                 | Passageiros/dia (2022-2023) | Passageiros/ano (2022-2023) |
| --------------------------------------- | --------------------------- | --------------------------- |
| VLT da Baixada Santista                 | 27 000                      | 7 400 000                   |
| Sistema de Trens Urbanos de Natal       | 5 700                       | 1 520 000                   |
| Metrô de Teresina                       | 5 000                       | 1 161 000                   |
| VLT de Sobral                           | 3 972                       | 1 127 430                   |
| Sistema de Trens Urbanos de João Pessoa | 3 600                       | 1 010 000                   |
| VLT do Cariri                           | 2 088                       | 557 894                     |
| Sistema de Trens Urbanos de Maceió      | 1 200                       | 391 000                     |
| Estrada de Ferro Campos do Jordão       | N/D                         | 136 005                     |

### Material rodante
As informações sobre o material rodante, isto é, a frota de veículos utilizados pelos sistemas estão sintetizadas na tabela abaixo.
| Sistema                                 | Fabricante | Modelo                                                | Peso por eixo (kg)                                                   |
| --------------------------------------- | --- | ----------------------------------------------------- | -------------------------------------------------------------------- |
| VLT do Rio de Janeiro                   | Alstom | Citadis                                               | 12 000                                                               |
| VLT da Baixada Santista                 | Vossloh | Tramlink                                              | 7 500                                                                |
| Metrô de Porto Alegre                   | Aeromóvel: Aeromóvel S.A e T'Trans Metropolitano: Kawasaki/Hitachi/ Consórcio Nippon Sharyo, Alstom/CAF          | Aeromóvel: Aeromóvel A100/200 Metropolitano: Diversos | Aeromóvel: 2 475 (A100) e 4 390 (A200) Metropolitano: Não disponível |
| VLT de Sobral                           | Bom Sinal | Mobile                                                | 13 000                                                               |
| VLT do Cariri                           | Bom Sinal | Mobile                                                | 13 000                                                               |
| Sistema de Trens Urbanos de Maceió      | Bom Sinal | Mobile                                                | 13 000                                                               |
| Sistema de Trens Urbanos de João Pessoa | Bom Sinal | Mobile                                                | 13 000                                                               |
| Metrô de Teresina                       | Bom Sinal | Mobile                                                | 13 000                                                               |
| Sistema de Trens Urbanos de Natal       | Bom Sinal | Mobile                                                | 13 000                                                               |
| Metrô de Fortaleza                      | VLT: Bom Sinal Metropolitano: AnsaldoBreda                                                                       | VLT: Mobile Metropolitano: MetroStar                  | VLT: 13 000 Metropolitano: 13 500                                    |
| Metrô de São Paulo                      | Alstom, CAF, Bombardier, Hyundai Rotem                                                                           | Diversos                                              | Rotem: 17 000Não disponível                                          |
| Trem Metropolitano de São Paulo         | Hyundai Rotem, Alstom, CAF, Siemens, Francorail/Cobrasma, CRRC                                                   | Diversos                                              | Não disponível                                                       |
| Metrô do Rio de Janeiro                 | Mafersa/Alstom, CNR                                                                                              | Diversos                                              | Não disponível                                                       |
| Trens Urbanos do Rio de Janeiro         | FNV, Consórcio Nippon Sharyo, Mafersa, Cobrasma, Metropolitan-Vickers, Santa Matilde, Hyundai Rotem, CNR, Alstom | Diversos                                              | Não disponível                                                       |
| Metrô de Salvador                       | Hyundai Rotem | Diversos                                              | Não disponível                                                       |
| Metrô do Recife                         | CAF, MAN/Santa Matilde                                                                                           | Diversos                                              | Não disponível                                                       |
| Metrô de Belo Horizonte                 | Cobrasma, CAF | Diversos                                              | Não disponível                                                       |
| Metrô do Distrito Federal               | Alstom, Mafersa/Alstom                                                                                           | Diversos                                              | Não disponível                                                       |
| Estrada de Ferro Campos do Jordão       | Midland Railway Carriage & Wagon Company, Siemens/Man de Nürnberg                                                | Diversos                                              | Desconhecido                                                         |